# Codex Ivrea
Codex Ivrea (Ivrea, Biblioteca Capitolare, 115) är ett manuskript i pergament med en betydande samling av fransk polyfonisk musik från 1300-talet.
Manuskriptet innehåller motetter, mässor och ett antal virelai, kanon och ballader, komponerade i mitten av 1300-talet . Musiknotationen är karakteristisk för perioden Ars Nova. Manuskriptet saknar minst en mässa .

## Ursprung
Manuskriptets ursprung är omtvistat. Länge trodde man att det sammanställts i Avignon under Den stora schismen runt 1370 . Emellertid finns också en teori om att det författades vid det musikaliskt viktiga hovet hos greve Gaston III av Foix-Béarn (Gaston Fébus) . Under senare tid har Karl Kügle hävdat att Codex Ivrea författades i Ivrea, sannolikt av musiker med anknytning till Huset Savojen, eventuellt av Jehan Pellicier, under 1380- eller 1390-talet . Ingen av dessa tre tolkningar har blivit allmänt accepterad.

## Kompositörer/författare
All musik i Codex Ivrea är anonym, men man har gjort stilmässiga jämförelser och knutit namn som Philippe de Vitry, Guillaume de Machaut, Magister Heinricus, Bararipton, Depansis, Matheus de Sancto Johanne, Orles, Sortes och Loys till manuskriptet. Ett stycke som antas skrivet av Chipre, är förmodligen av cypriotisk härstamning. Kügle noterar att ars subtilior-typiska kompositioner saknas i källan .  Emellertid finns det betydligt fler källor som saknar ars subtilior-typiska stycken vilket gör det svårt att tillmäta en alltför stor betydelse till teorin.

## Översättning
Den här artikeln är helt eller delvis baserad på material från engelskspråkiga Wikipedia.